# Empycastes coronatus
Empycastes coronatus är en skalbaggsart som beskrevs av Gerstaecker 1871. Empycastes coronatus ingår i släktet Empycastes och familjen Melolonthidae. Inga underarter finns listade i Catalogue of Life.